# Stackridge
Stackridge est un groupe britannique de rock progressif, originaire de Bristol, en Angleterre.
Il est actif entre 1969 et 1976, comprend le groupe de new wave The Korgis et est considéré comme un précurseur de la Britpop. Le groupe se reforme entre  1999 et 2015.

## Biographie

### Première phase (1969–1976)
Le groupe Stackridge Lemon est formé sur les cendres du groupe Grytpype Thynne par Andy Davis (Andy Cresswell-Davis) et James « Crun » Walter en 1969 dans la région de Bristol et Bath au Royaume-Uni. Après quelque temps, le groupe abandonne le mot Lemon pour s'appeler simplement Stackridge.
Le groupe donne son premier concert à Londres le 6 février 1970. Il joue en ouverture et en clôture du premier Glastonbury Festival en septembre 1970. En 1971, après le départ de Crun, le groupe (Davis, Warren, Bent, Evans, Slater) entame une tournée au Royaume-Uni en tant que première partie de Wishbone Ash. Plus tard dans l'année, le groupe signe un contrat avec MCA Records et enregistre son premier album, intitulé Stackridge, aux Studios De Lane Lea à Londres. Ils font une autre tournée au Royaume-Uni, en tant que tête d'affiche cette fois, avec Renaissance comme première partie.
Le groupe continue ses tournées, à nouveau avec Wishbone Ash ainsi qu'avec le groupe Forever More] Le deuxième album Friendliness est enregistré en août 1972 et publié en novembre. En 1973, le groupe effectue une tournée avec Camel comme première partie, puis enregistre son troisième album, The Man In The Bowler Hat, aux A.I.R. Studios. L'album sort en février 1974  et reçoit d'excellentes critiques mais ne se vend pas bien. Il représente malgré tout leur plus haut classement dans les charts britanniques, où ils atteignent la 23e place. Après cet album, Andy Davis prend le contrôle du groupe et Warren, Walter, Evans, Sparkle et Mutter Slater sont remplacés par Paul Karas, bassiste du groupe Rare Bird, Keith Gemmell, du groupe Audience et Roy Morgan (batteur). Le groupe qui part en tournée pour faire la promotion de l'album est donc fort différent du groupe sur disque.
Le quatrième album Extravaganza, sorti sur le label d'Elton John (The Rocket Record Company), est enregistré par un groupe composé de Davis, Bowkett, Gemmell, Karas et Morgan, rejoints à nouveau par Slater, Evans et Walter. 1975 voit l'enregistrement du cinquième album du groupe, le concept album Mr. Mick. Basé sur des récits et des poèmes de  Steve Augard, il est enregistré par un line-up composé de Davis, Slater, Walter et Gemmell, rejoints par l'ex-Greenslade Dave Lawson aux claviers et Peter Van Hooke à la batterie. Le groupe donne un dernier concert en avril 1976 et se sépare peu après.

### The Korgis
Quelques années plus tard, James Warren et Andy Cresswell-Davis forment le groupe new wave The Korgis, avec lequel ils connaissent le succès commercial au début des années 1980.

### Deuxième phase (1999–2015)
En 1996, des pourparlers ont lieu entre les membres originaux de Stackridge à propos d'une éventuelle réunion du groupe. En juin 1999, un line-up composé de James Warren, Jim « Crun » Walter, Mike Evans, Richard Stubbings, John Miller et Tim Robinson se lance dans une tournée britannique intitulée the Come Back to Front UK Tour.
Le groupe réalise encore plusieurs albums tout au long des années 2000. 2005 assiste à la sortie de l'album Sex and Flags au label Angel Air Records. Le groupe sort le DVD Forbidden City et continue de jouer en concert en 2008. En 2008, ils reviennent au Glastonbury Festival pour jouer un concert acoustique. Un album (A Victory for Common Sense - qui comprend une version retravaillée de Boots and Shoes de Korgi)  est publié le 13 juillet 2009 chez Helium Records.
Le 14 mars 2011, le groupe joue en direct de l'émission The Late Late Show with Craig Ferguson, The Last Plimsoll.
À la fin 2014, Stackridge arrête de tournet puis embarque dans une tournée britannique en 2015 sous le nom de The Korgis. À l'automne 2015, ils annoncent la séparation du groupe. Keith Gemmell décède d'un cancer de la gorge le 24 juillet 2016.

## Membres

### Derniers membres
- Andy Cresswell-Davis - guitare, claviers, ukulélé, chant (1969–1976, 2002, 2007–2015)
- James Warren - guitare, chant (1969–1973, 1999–2002, 2007–2015)

### Anciens membres
- Jim « Crun » Walter - guitare basse (1969–1971, 1972–1973, 1974–1976, 1999–2002, 2007–2012)
- Mike « Mutter » Slater - flûte, chant, claviers (1969–1973, 1974–1976, 2002, 2007–2010)
- Mike Evans - violon, chant (1969–1973, 1974–1975, 1999–2002)
- Billy « Sparkle » Bent - batterie (1969–1973)
- Keith Gemmell - saxophone, clarinette, flûte (1973–1976)
- Roy Morgan - batterie (1973–1975)
- Rod Bowkett - claviers (1973–1975)
- Paul Karas - guitare basse (1973–1975)
- Dave Lawson - claviers (1975–1976)
- Peter Van Hooke - batterie (1975–1976)
- Richard Stubbings - flûte, accordéon, claviers, guitare, chant (1999–2002)
- Tim Robinson - batterie (1999–2002)
- John Miller - claviers, chant (1999–2000)
- Ian Towers - claviers, chant, guitare (2000–2002)

## Discographie
- 1971 : Stackridge
- 1972 : Friendliness
- 1974 : The Man in the Bowler Hat (sorti aux USA sous le titre Pinafore Days) ;
- 1975 : Extravaganza
- 1976 : Mr. Mick
- 1976 : Do the Stanley (compilation)
- 1996 : BBC Radio 1 In Concert
- 1996 : The Radio 1 Sessions
- 1999 : Something for the Weekend
- 2000 : Pick of the Crop : Official Bootleg No. 1 (enregistré live au Cropredy Festival)
- 2002 : Lemon 2002
- 2005 : Sex and Flags (compilation)
- 2006 : Purple Spaceships Over Yatton: The Best of (compilation)
- 2008 : The Forbidden City (enregistré live au Rondo Theatre, Bath, 1er avril 2007)
- 2008 : Anyone For Tennis (coffret CD et DVD, combinant le CD Purple Spaceships Over Yatton: The Best of et le DVD Forbidden City)
- 2009 : A Victory For Common Sense